# La Costa (Santa Rosa)
La Costa es una ciudad de 1000 habitantes aproximadamente, perteneciente al distrito Villa Cabecera, ubicada al noroeste del Departamento Santa Rosa, provincia de Mendoza, Argentina. 
Dista 3 km de la cabecera del Departamento, sobre la Ruta Provincial 50.

## Economía
La principal actividad laboral de la ciudad, como en toda la Provincia, es la Vitivinicultura y destaca la Bodega Fantelli perteneciente a Familia Fantelli fundada en el año 1974 por Jesús Carlos Fantelli, acompañado de su esposa Ermelinda Lamia. Don Carlos, quien para ese entonces llevaba mucho tiempo trabajando en la industria bajo relación de dependencia, sumada a la experiencia personal de acompañar a su padre desde pequeño en las actividades de su viñedo, tomó la iniciativa de un emprendimiento propio. Apenas con algunas hectáreas cultivadas y unos pocos metros cubiertos en un pequeño edificio, comenzó a trabajar en la concreción de su sueño y el de su familia. El tiempo pasó y el proyecto comenzó a ser realidad, contando con el aporte fundamental de más de 30 familias, quienes se comprometieron y esforzaron para crecer cada día.
Además en ella se encuentra ubicada desde 1981 la Empresa "Petroplast" perteneciente al grupo Petroplast, que se especializa en brindar soluciones integrales para proyectos de transporte, almacenamiento y proceso de fluidos como, así también, de transporte de energía eléctrica, en un marco de garantía de calidad de sus productos y procesos.
También se encuentra en esta Ciudad la "Feria Mendocina de Santa Rosa", una asociación Megamayorista de Venta de Ropa que se ubica sobre la Ruta Nacional 7 entre las calles Valli y Suárez.